# Chilel Jawara
Chilel Jawara (geboren als Chilel N’Jie; geb. 1952) ist eine ehemalige gambische First Lady.

## Leben
Chilel Jawara kam als Tochter des wohlhabenden Geschäftsmanns Momodou Musa N’Jie (ca. 1914–1990) aus dem Volk der Wolof zur Welt. Ihr Vater war ein Unterstützer der United Party (UP) von Pierre Sarr N’Jie. Nach der Hochzeit war er ein Förderer von Jawaras People’s Progressive Party (PPP).
Während sie noch die Gambia High School, die heutige Gambia Senior Secondary School, besuchte, heiratete sie im März 1968 im Alter von 16 Jahren den gambischen Premierminister und späteren Präsidenten Dawda Jawara (1924–2019). Ihr Mann war zuvor ab 1955 mit Augusta Jawara (1924–1981) verheiratet gewesen. Deren Ehe wurde 1967 geschieden. An der Seite ihres Mannes war sie von 1970 bis 1994 gambische First Lady. Sie hatte mit ihm mindestens acht Kinder. Die Politikerin Fatoumatta Njai ist ihre Nichte.
1978 wurde das gambische Fährschiff Lady Chilel Jawara nach ihr benannt.
1981 musste sie während des Putschversuchs von Kukoi Samba Sanyang von den britischen Spezialkräften des Special Air Service oder, nach anderen Quellen, von senegalesischen Militärs aus der Gewalt der Putschisten befreit werden, die sie fast eine Woche lang als Geisel festgehalten hatten.
Chilel Jawara begleitete ihren Mann auf Auslandsreisen, z. B. 1975 und 1991 nach China oder 1984 nach Südkorea.
1993 erhielt sie vom portugiesischen Staatspräsidenten den Orden des Infanten Dom Henrique in der Stufe Großkreuz.
2018 feierte sie mit ihrem Mann den 50. Hochzeitstag. Dawda Jawara starb am 27. August 2019.